# Carlos Maza
Carlos Maza (Newen Tahiel), né en 1974 à Lautaro (Chili), est un compositeur et multi-instrumentiste chilien.

## Biographie
Carlos Maza (Newen Tahiel), d'origine mapuche (« peuple de la terre »), naît à Lautaro, à 600 kilomètres au sud de Santiago du Chili. Son père, partisan du président Allende, est alors emprisonné pour deux ans. En 1975, sa famille fuit le régime de Pinochet et s'exile en France quelques années avant de s'installer en 1980 à Cuba.
La même année, sa mère le conduit à Guanabacoa, un faubourg de La Havane dont il suit gratuitement les classes de musique du conservatoire pour des études de piano. Il se lance dans la composition à l'âge de 11 ans, et se produit très jeune encore en public, jouant sa propre musique, notamment en 1990 et 1991 au festival international de jazz de La Havane. Son premier album, enregistré lorsqu'il avait 17 ans, sort en 1993. Les aînés qu'il admire sont entre autres le Brésilien Hermeto Pascoal et Egberto Gismonti.
Dans les années 2000, il s'installe à Tarragone et joue régulièrement en France. À l'occasion de la création de ses 24 Préludes Mapuches pour piano solo, inspirés par les préludes de Bach, Chopin, Debussy ou Villa-Lobos, Carlos Maza, attaché à ses origines, ajoute à son nom celui, mapuche, de « Newen Tahiel »,.
Transcendant les genres, Carlos Maza (Newen Tahiel) croise le jazz, la musique classique et des musiques populaires latino-américaines, le tango argentin, le son cubain, l'Huapango mexicain, l'Huayno péruvien ou la samba brésilienne. Il a réalisé notamment des hommages à Tupac Katari et Víctor Jara.
Ses compositions sont interprétées sous forme de solo, duo, trio, quartet,  quintet, sextet, big band de jazz ou d'orchestre de chambre. Carlos Maza (Newen Tahiel) joue du piano, de la guitare (6, 10 et 17 cordes) et de la flûte traditionnelle pifilca.
L'artiste-plasticien Norton Maza est son frère (né en 1971), la violoncelliste et chanteuse Ana Carla Maza sa fille.

## Albums

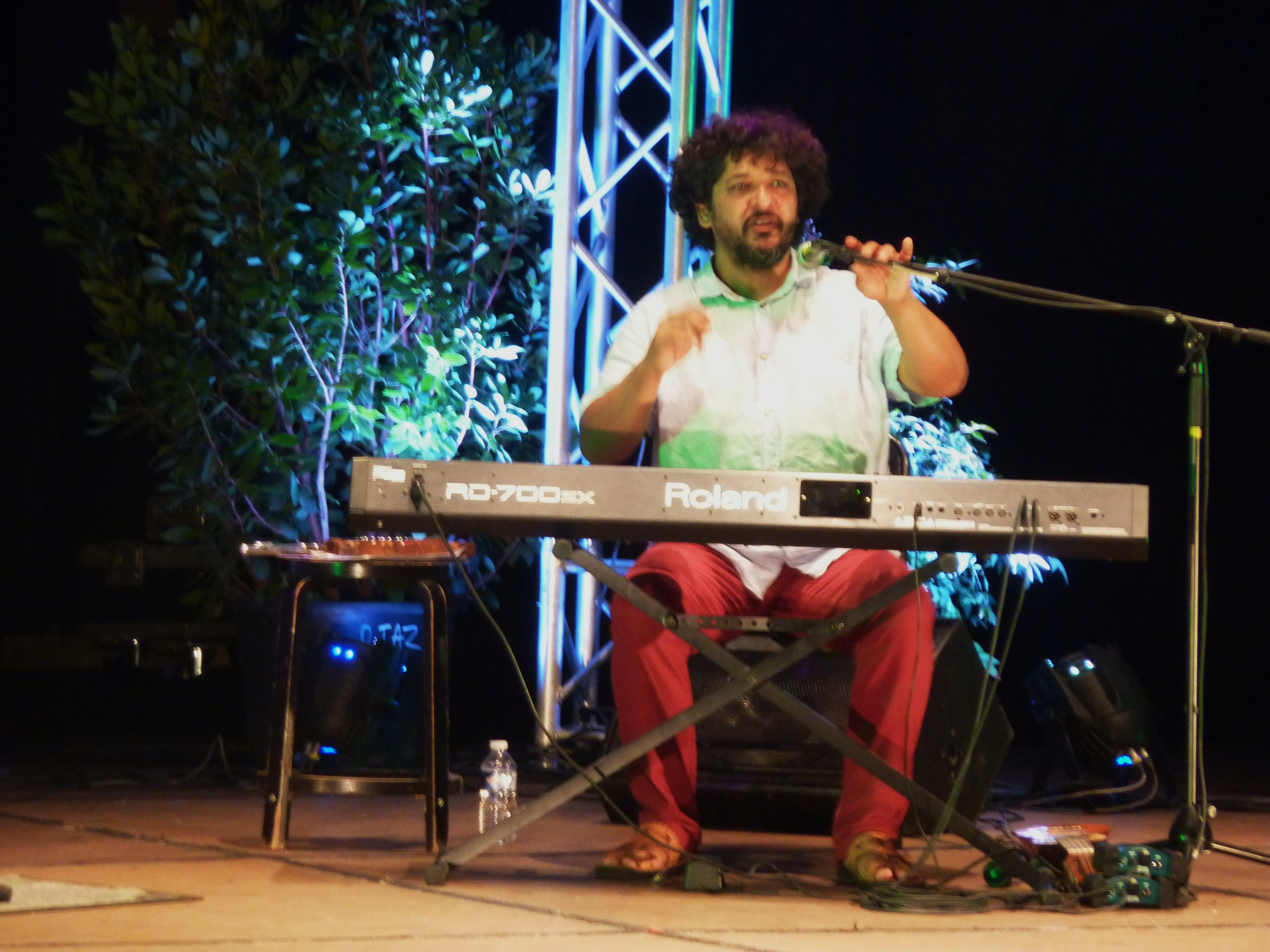
Carlos Maza (Newen Tahiel) au Festival Convergences à La Ciotat,août 2017.

- Donde Estoy, solo, label Musiquémo, 1993
- Zapato Kiko, Carlos Maza grupo, label Emi, 1994
- Nostalgia, solo, label Emi, 1995
- Tierra Fertil, trio, label Emarcy, 2000
- Fidelidad, label Emarcy, 2002
- Salvedad, label Indigo, 2003
- Chocala, label Harmonia Mundi, 2004
- Musica de Esperanza, Carlos Maza y orquesta de camara de La Habana, label Lautaro, 2010
- Trotamundo, solo, label Lautaro, 2010
- En Familia, trio, label Lautaro, 2010
- Quererte, 2010, label Lautaro, 2010
- Le repos des saltimbanques, solo, La Buissonne, 2012
- Pueblo del Sol, Carlos Maza & familia, quintet, Lautaro, 2012
- ¿ Y Si volvemos a empezar ?, Newen Tahiel, familia sexteto, Lautaro, 2015
- Préludes Mapuches, Carlos Maza & Newen Tahiel, label Laborie, 2016
- Todo es relativo, Carlos Maza - Newen Tahie, familia septeto, Lautaro, 2017
- Maza & Nino Dúo, Carlos Maza – Newen Tahiel & Nino de Luca, 2018
- Quartet Català, Newen Tahiel & Cuarteto Catalán, 2018
- Preludios Mapuches, Newen Tahiel & 24 Preludios Mapuches, 2019
- Canto por Chile, Carlos Maza – Newen Tahiel, 2020
- Todo Pasa, Camila Maza & Newen Tahiel, 2021
- Tren de Cercanías, Carlos Maza – Newen Tahiel, 2022
- Proyecto Gandhi, Carlos Maza – Newen Tahiel, 2023
- El Mundo al revés, Carlos Maza – Newen Tahiel, 2023

## Films
- Jazz à Porquerolles, réalisateur Frank Cassenti, 2013
- Carlos Maza, L’énergie de l’homme libre, documentaire de Frank Cassenti, Production Oléofilms, 2014 (53 min)